# 대문짝넙치
대문짝넙치(프랑스어: turbot 튀르보[tyʁbo][*])는 대문짝넙치과 대문짝넙치속의 상대적으로 큰 광어 종이다. 동북태평양, 발트해, 지중해의 해수와 기수 바닥에 사는 저어다. 식용어로서, 서식지 일대의 중요한 식량자원이다.
몸의 형태가 대칭적인 정사각형에 가까우며, 최대 신장 1 미터, 체중 25 킬로그램까지 자란다.
흑해에서 발견되는 광어는 예전에 대문짝넙치로 여겨졌으나, 현재는 별도의 종인 흑해대문짝넙치로 분류되고 있다. 서북대서양에서는 발견되지 않는다. 과거 캐나다와 에스파냐 사이에 "튀르보 전쟁"을 야기했던 어종은 대문짝넙치가 아니라 그린란드넙치다.

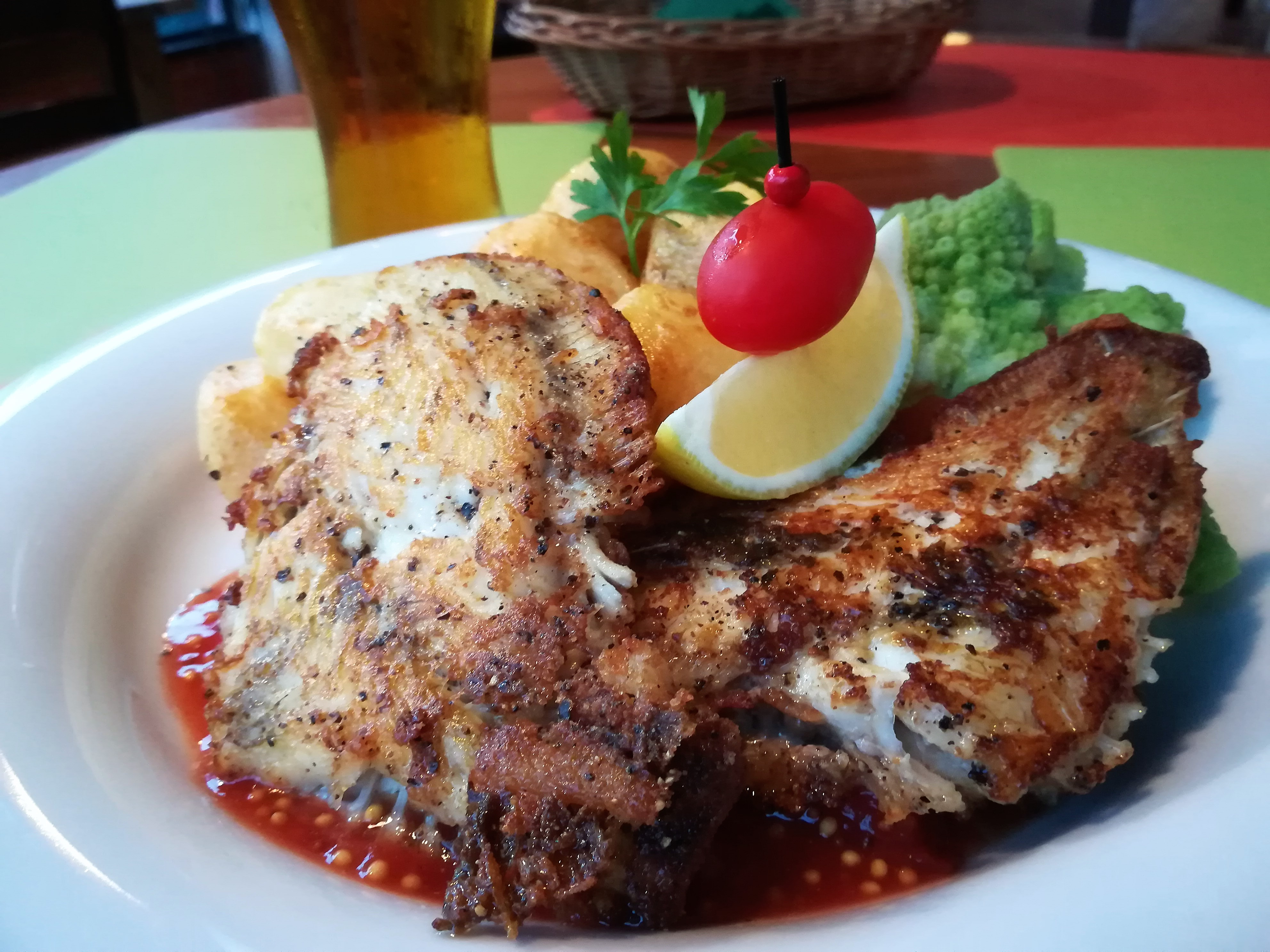

최근 한국에서도 제주 일대에서 양식하여 활어 상태로 유통되고 있다. 한국에서는 찰광어 또는 터봇이라는 이름으로 유통된다. 발트해와 지중해 인접 국가에서는 대문짝넙치를 필렛으로 가공하여 튀기거나 구워 먹는 반면 한국에서는 횟감으로도 사용되고 있다.